# Ліла (філософія)
Ліла (санскр. लीला, līlā IAST) — санскритський термін, який в буквальному перекладі означає «гра», «проведення часу». Є важливим філософським поняттям в індуїзмі. Застосовується як в моністичній, так і в дуалістичній філософіях індуїзму.
У школах двайти вайшнавізма, термін «ліла» використовується для позначення духовного блаженства яке приносять трансцендентні діяння або ігри Бога і Його відданих. У вайшнавському філософському тлумаченні, ліли Бога перебувають за межами сприйняття матеріального розуму і почуттів, і маючи цілком духовну природу, не мають нічого спільного з мирськими діяннями і з матеріальним світом. Це божественні діяння, незрозумілі з точки зору мирської логіки.
В адвайті, ліла використовується для опису всієї реальності як результату творчої гри Верховного Абсолюту (Брахмана).
Ліла грає найбільшу роль в традиціях поклоніння Крішні і Шіві.
На Заході, концепція ліли використовувалася такими авторами, як Фрітьоф Капра, Алан Воттс і Роберт Пірсіг.